# 六合八法拳
六合八法拳，吴翼翬（1887年-1961年）傳下之拳法。根據吴說：此拳創自宋之陳希夷（可惜未有佐証）；陳希夷，五代時，修道於華山，有導引養生之睡功及二十四氣導引術遺留至今，但未有精通武術之記載。
南京中央国术馆在1936年騁任吴翼辉教授六合八法拳法。吴翼翬，曾為其友著名意拳创始人王芗斋稱为“半個”通家。
此拳融合形意拳，八卦掌及太極拳之精髓而成，吳翼翬以畢生精神致力而使其形成、實為一難得拳種。

## 拳法拳理
- 六合八法拳法拳理

## 人物
- 吳翼翬-李道立
- 吳翼翬-盧桂耀
- 吴翼翬-张长信
- 吳翼翬-陳亦人